# رزیستنس (مجموعه بازی)
رزیستنس (به انگلیسی: Resistance) عنوان یک مجموعه بازی ویدئویی به سبک تیراندازی اول شخص و تیراندازی سوم شخص است که توسط شرکت اینسامنیاک گیمز ساخته شده و به‌وسیلهٔ سونی کامپیوتر انترتینمنت برای کنسول‌های پلی‌استیشن ۳، پلی‌استیشن همراه و پلی‌استیشن ویتا منتشر شده‌است. داستان این مجموعه در تاریخ جایگزین و در حدود سال ۱۹۵۰ روایت می‌شود که در آن تمدنی بیگانه که با نام کایمرا شناخته می‌شوند به کره زمین حمله کرده و آن را مورد تسخیر قرار دادند. این موجودات ارتش خود را توسط اسیرکردن انسان‌ها و تبدیل آن‌ها به ابرسربازهایی هیولا شکل گسترش می‌دادند.

## فهرست بازی‌ها
| بازی‌ها                 | کنسول‌ها         | سال  |
| ---------------------- | --------------- | ---- |
| رزیستنس: فال آو من     | پلی‌استیشن ۳     | ۲۰۰۶ |
| رزیستنس ۲              | پلی‌استیشن ۳     | ۲۰۰۸ |
| رزیستنس ۳              | پلی‌استیشن ۳     | ۲۰۱۱ |
| رزیستنس: رتروبیوشن     | پلی‌استیشن همراه | ۲۰۰۹ |
| مقاومت: آسمان‌های سوزان | پلی‌استیشن ویتا  | ۲۰۱۲ |